# Гораціу Молдован
Гораціу Молдован (рум. Horațiu Moldovan; нар. 20 січня 1998, Клуж-Напока) — румунський футболіст, воротар іспанського «Атлетіко» (Мадрид) на правах оренди виступає за «Сассуоло» і національної збірної Румунії.

## Клубна кар'єра
Народився 20 січня 1998 року в місті Клуж-Напока. Вихованець футбольної місцевого «ЧФР Клуж».
У дорослому футболі дебютував 2017 року виступами на правах оренди за друголігову команду «Германнштадт», в якій провів один сезон, взявши участь у 3 матчах чемпіонату. Згодом на аналогічних умовах захищав кольори «Вііторула» (Тиргу-Жіу).
Згодом з 2018 по 2021 рік грав за команди «Ріпенсія Тімішоара», «Сепсі ОСК» та УТА (Арад).
Своєю грою за останню команду привернув увагу представників тренерського штабу «Рапід» (Бухарест), до складу якого приєднався на початку 2021 року. Відіграв за бухарестську команду наступні три сезони своєї ігрової кар'єри. Більшість часу, проведеного у складі бухарестського «Рапіда», був основним голкіпером команди.
24 січня 2024 року за орієнтовні 800 тисяч євро перебрався до мадридського «Атлетіко», де став дублером словенця Яна Облака.

## Виступи за збірну
Восени 2022 року дебютував в офіційних матчах у складі національної збірної Румунії.
| Дата       | Місто       | Господарі | Результат | Гості     | Турнір            | Голи | Примітки |
| ---------- | ----------- | --------- | --------- | --------- | ----------------- | ---- | -------- |
| 17-11-2022 | Клуж-Напока | Румунія   | 1 – 2     | Словенія  | товариський матч  | -2   |          |
| 16-6-2023  | Приштина    | Косово    | 0 – 0     | Румунія   | Відбір до ЧЄ 2024 | -    |          |
| 19-6-2023  | Люцерн      | Швейцарія | 2 – 2     | Румунія   | Відбір до ЧЄ 2024 | -2   |          |
| 9-9-2023   | Бухарест    | Румунія   | 1 – 1     | Ізраїль   | Відбір до ЧЄ 2024 | -1   |          |
| 12-9-2023  | Бухарест    | Румунія   | 2 – 0     | Косово    | Відбір до ЧЄ 2024 | -    |          |
| 12-10-2023 | Будапешт    | Білорусь  | 0 – 0     | Румунія   | Відбір до ЧЄ 2024 | -    |          |
| 15-10-2023 | Бухарест    | Румунія   | 4 – 0     | Андорра   | Відбір до ЧЄ 2024 | -    |          |
| 18-11-2023 | Фельчут     | Ізраїль   | 1 – 2     | Румунія   | Відбір до ЧЄ 2024 | -1   |          |
| 21-11-2023 | Бухарест    | Румунія   | 1 – 0     | Швейцарія | Відбір до ЧЄ 2024 | -    |          |
| 26-3-2024  | Мадрид      | Колумбія  | 3 – 2     | Румунія   | товариський матч  | -3   |          |
| Усього     |             | Матчів    | 10        |           | Голів             | -9   |          |